# 石澤開
石澤 開（いしざわ かい、1996年11月23日 - ）は、日本のプロボクサー。神奈川県相模原市出身。初代日本ミニマム級ユース王者。第32代日本ミニマム級王者。M.Tボクシングジム所属。

## 来歴
小中学校ではサッカーと空手をやっていて、中学1年生からボクシングを始めた。
武相高校時代はボクシング部主将を務め、卒業後、日本体育大学体育学部に進学し、スポーツ科学など学び教員免許取得。学友会ボクシングに所属し、関東大学リーグ戦などで活躍した。
2017年6月3日、後楽園ホールでポンサポン・シットサイトーンと48.5キロ契約4回戦を戦い、2回1分3秒KO勝ちを収めてデビュー戦を白星で飾った。
2018年7月24日、冨田大樹と初代日本ミニマム級ユース王座決定戦を行う予定だったが自身の怪我のため中止となった。
2018年11月10日、後楽園ホールで行われた「DANGAN216」にて日本ミニマム級10位の井上夕雅と初代日本ミニマム級ユース王座決定戦を行い、6回46秒TKO勝ちを収めて初代日本ミニマム級ユース王者になった。なおこの勝利でJBCの発表した最新ランキングで初めてミニマム級日本ランク入りを果たす。
2019年6月1日、後楽園ホールでインドネシアライトフライ級王者のシレム・セランと対戦し、4回2分52秒TKO勝ちを収めた。
2019年9月21日、後楽園ホールで日本ミニマム級2位の谷口将隆と日本ミニマム級王座挑戦者決定戦を行う。5回終了間際に右フックでダウンを奪うも終始スピードとテクニックの差を見せつけられ、8回0-3（74-77×2、74-78）で判定負けを喫し、挑戦権を獲得することは出来なかった。
2020年10月13日、後楽園ホールで日本ライトフライ級9位の多打魔炸獅と対戦し、6回1分41秒TKO勝ちを収めた。
2021年4月21日、後楽園ホールで高田勇仁と対戦し、8回2-0（78-74、79-73、76-76）で判定勝ちを収め、初防衛に成功した。
その後、24歳となったため、ユース王座から卒業という形になった。
2021年10月8日、後楽園ホールで日本ミニマム級王座挑戦者決定戦として日本同級2位の春口直也と対戦し、4回1分21秒TKO勝ちを収め、谷口将隆への挑戦権を獲得した。
そして2022年1月11日、後楽園ホールにて行われた「フェニックスバトル83」のメインイベントで日本ミニマム級王座決定戦として日本同級3位の森且貴と対戦し、8回2分50秒TKO勝ちを収め、日本王座を獲得した。
2022年4月22日、後楽園ホールにて行われた「PXBフェニックスバトル87」でWBO世界ミニマム級王者谷口将隆と2年7ヶ月振りの再戦を行うが、前日計量で石澤がミニマム級のリミットである47.6kgを2.5kg体重超過、2時間後の再計量でも200gしか落ちず49.9kgと2.3kg体重超過で計量失格となり、両陣営は協議の末に試合当日午後5時半に計量を行い石沢の体重がミニマム級のリミットより3kg増以内のの50.6kg以下であれば試合を実施し、谷口が勝てば防衛、石澤が勝てば空位となる変則条件で試合を行うことになり、石澤は11回2分29秒TKO負けを喫した。これにより、7月19日にJBCから前日計量を行った同年4月21日より6カ月のライセンス停止処分を科された。
2023年10月12日、有明アリーナで開催された「FEDELTA presents TREASURE BOXING PROMOTION 4」にてWBOライトフライ級13位のビンス・パラスとフライ級8回戦で対戦し、8回1-2判定で敗れた。
2024年4月30日、フィリピンのボホール島でWBOグローバルライトフライ級王者のレジー・スガノブとWBOグローバル同級タイトルマッチを行うも、8回2分38秒TKO負けで王座獲得に失敗した。
2024年6月17日、自身のインスタグラムで、主な理由として「2022年に手術した左目の症状悪化」と「身体のダメージ」の2つを挙げ、現役引退を表明した。

## 獲得タイトル
- 初代日本ミニマム級ユース王座（防衛1=返上）
- 第32代日本ミニマム級王座（防衛0=返上）

## 戦績
- アマチュアボクシング - 42戦28勝14敗
- プロボクシング - 15戦11勝4敗0分（10KO）

| 戦           | 日付           | 勝敗 | 時間     | 内容    | 対戦相手                       | 国籍         | 備考                                                            |
| ------------ | -------------- | ---- | -------- | ------- | ------------------------------ | ------------ | --------------------------------------------------------------- |
| 1            | 2017年6月3日   | ☆    | 2R 1:03  | KO      | ポンサポン・シットサイトーン   | タイ         | プロデビュー戦                                                  |
| 2            | 2017年8月4日   | ☆    | 2R 0:44  | TKO     | 櫛部好充（K&W）                | 日本         |                                                                 |
| 3            | 2018年1月30日  | ☆    | 1R 2:36  | KO      | ナーヨレック・シットサイトーン | タイ         |                                                                 |
| 4            | 2018年4月8日   | ☆    | 5R 1:35  | TKO     | 仲島辰郎（平仲BS）             | 日本         |                                                                 |
| 5            | 2018年11月10日 | ☆    | 6R 0:46  | TKO     | 井上夕雅（尼崎亀谷）           | 日本         | 初代日本ユース・ミニマム級王座決定戦                            |
| 6            | 2019年6月1日   | ☆    | 4R 2:52  | TKO     | シレム・セラン                 | インドネシア |                                                                 |
| 7            | 2019年9月21日  | ★    | 8R       | 判定0-3 | 谷口将隆（ワタナベ）           | 日本         | 日本ミニマム級挑戦者決定戦                                      |
| 8            | 2020年10月13日 | ☆    | 6R 1:41  | TKO     | 多打魔炸獅（TI山形）           | 日本         |                                                                 |
| 9            | 2021年4月21日  | ☆    | 8R       | 判定2-0 | 高田勇仁（ライオンズ）         | 日本         | 日本ユース王座防衛1                                             |
| 10           | 2021年10月8日  | ☆    | 4R 1:21  | TKO     | 春口直也（橋本）               | 日本         | 日本ミニマム級挑戦者決定戦                                      |
| 11           | 2022年1月11日  | ☆    | 8R 2:50  | TKO     | 森且貴（大橋）                 | 日本         | 日本ミニマム級王座決定戦                                        |
| 12           | 2022年4月22日  | ★    | 11R 2:29 | TKO     | 谷口将隆（ワタナベ）           | 日本         | WBO世界ミニマム級タイトルマッチ ※体重超過により王座獲得資格剥奪 |
| 13           | 2023年6月12日  | ☆    | 5R 2:37  | TKO     | ジェイセヴェー・アブシード     | フィリピン   |                                                                 |
| 14           | 2023年10月12日 | ★    | 8R       | 判定1-2 | ビンス・パラス                 | フィリピン   |                                                                 |
| 15           | 2024年4月30日  | ★    | 8R 2:38  | TKO     | レジー・スガノブ               | フィリピン   | WBOグローバルライトフライ級タイトルマッチ                       |
| テンプレート |                |      |          |         |                                |              |                                                                 |